# Khaitan SC
El Khaitan SC (en árabe: نادي خيطان الرياضي‎) es un equipo de fútbol de Kuwait que juega en la División Uno de Kuwait, la segunda categoría nacional.

## Historia
Fue fundado el 13 de junio de 1965 en la ciudad de Khaitan y en su historia cuenta con cuatro títulos de liga y uno de copa nacional.

## Palmarés
- División Uno de Kuwait: 4

1965/66, 1970/71, 1973/74, 1993/94.
- Copa Federación de Kuwait: 1

1974/75